# 위키드 블러드
《위키드 블러드》(영어: Wicked Blood)는 2014년 공개된 미국의 액션 스릴러 영화이다.

## 출연

### 주연
- 아비게일 브레스린
- 숀 빈
- 제임스 퓨어포이
- 알렉사 베가

### 조연
- 제이크 부시
- 로 템플
- 리키 웨인
- 리치 몽고메리
- 토마스 프란시스 머피
- 도디 브라운
- 케이시 헨더숏
- 조디 퀴글리

## 기타
- 공동제작: 마이클 맨다빌
- 라인PD: 잭 소카
- 조감독: 존 마이클 서돌
- 미술: 러스튼 헤드
- 특수효과: 데이빗 내쉬
- 의상: 제니퍼 캠래스
- 배역: 샤논 맥하니언